# 提摩西·雷顿
提摩西·雷頓，FREng，FRS（英語：Timothy Grant Leighton，1963年10月16日—），是英国南安普顿大学的超声波与水下声学教授。
雷頓曾先后就读于坎布里亞郡的海弗夏姆文法學校和劍橋大學莫德林學院。之后于1988年在卡文迪許實驗室获得博士学位并留任工作。